# Жерза
Жерза (фр. Gerzat) насеље је и општина у централној Француској у региону Оверња, у департману Пиј де Дом која припада префектури Клермон Феран.
По подацима из 2011. године у општини је живело 10.389 становника, а густина насељености је износила 638,14 становника/km². Општина се простире на површини од 16,28 km². Налази се на средњој надморској висини од 330 метара (максималној 349 m, а минималној 315 m).

## Демографија
| 1962. | 1968. | 1975. | 1982. | 1990. | 1999. | 2011.  |
| ----- | ----- | ----- | ----- | ----- | ----- | ------ |
| 3.738 | 5.659 | 7.666 | 8.826 | 9.229 | 9.071 | 10.389 |

График промене броја становника у току последњих година